# Большаковы
Большаковы — династия российских книготорговцев и антикваров. Фирма Большаковых существовала с начала XIX века до 1917 года и управлялась тремя поколениями семьи:
- Большаков Тихон Фёдорович (1794—1863);
- Большаков Сергей Тихонович (1842—1906);
- Большаков Дмитрий Сергеевич и Большаков Николай Сергеевич.

## Тихон Фёдорович Большаков
Тихон Фёдорович Большаков родился в 1794 году в Боровске Калужской губернии в семье крепостного старообрядца поповского согласия. В 1806 году был привезён в Москву к дяде. Благодаря помощи родственника начал торговлю кожевенным товаром. Проявив интерес к старинным книгам, начал их покупать и обмениваться с другими коллекционерами. Он быстро стал специалистом по старопечатным книгам, и вскоре букинистическая деятельность превратилась для Большакова в основную: он закрыл кожевенное дело и сосредоточился на скупке изданий. Приобретение книг и рукописей осуществлялась через созданную сеть торговых агентов, действовавших по всей России, но преимущественно на Русском Севере, а торговля велась в небольшой лавке в китайгородской стене (также в качестве места указываются Зарядье и Варварка), ставшей одной из первых антикварных лавок в Москве.
При участии Большакова были созданы собрания М. П. Погодина, С. Г. Строганова, А. С. Уварова, Л. Н. Толстого, Г. Г. Гагарина, С. Д. Шереметева, М. А. Оболенского, Ф. И. Буслаева, Н. С. Тихонравова, Е. В. Барсова, А. А. Титова, И. Н. Царского, В. М. Ундольского, И. П. Каратаева, Морозова, К. Т. Солдатенкова, С. В. Рудакова. Его лавку посещали П. М. Строев, К. Ф. Калайдович, И. М. Снегирев, И. И. Срезневский. Большаков был комиссионером Румянцевского музея, личным комиссионером М. П. Погодина, чей портрет даже висел в лавке. Благодаря его деятельности Румянцевский музей получил обширную коллекцию рукописей, а коллекция М. П. Погодина («Древлехранилище»), в которую Большаков передал около 200 рукописей, в 1852 году была передана в Императорскую публичную библиотеку и под личным присмотром букиниста доставлена из Москвы в Санкт-Петербург.
В 1846 году в России была введена Белокриницая иерархия — самостоятельная православная старообрядческая церковь. Тихон Большаков, как старообрядец, принял активное участие в становлении нового порядка, своими знаниями канона помогая единоверцам.
В 1848 году Большаков избран в члены-соревнователи Императорского общества истории и древностей российских. В 1853 он стал корреспондентом Императорской публичной библиотеки. Также за свою деятельность был удостоен звания корреспондента Московского университета.
В 1861 году Большаков расширил книжную и антикварную торговлю, предприняв первую поездку на Нижегородскую ярмарку, где имел огромный успех. В последние годы жизни продолжал собирать собственную коллекцию, в которую вошли рукописи и книги XIV—XIX веков, иконы и предметы церковного обихода, гравюры, предметы крестьянского быта. С 1860 по 1863 год работал над сводом «Творения Максима Грека», основой которого стали собранные букинистом 216 сочинений автора. В 1914 году внук Большакова, Николай Сергеевич, передал рукопись в Румянцевский музей. Духовные стихи и нотные рукописи из коллекции были переданы Большаковым П. А. Бессонову, а некоторые гравюры приобрёл Д. А. Ровинский. В год смерти Большакова появилось издание Д. Е. Кожанчикова «Стоглав», напечатанное по рукописи, доставленной букинистом.

## Сергей Тихонович Большаков

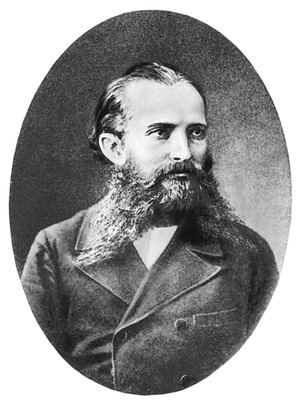
Сергей Тихонович Большаков

Сын Тихона Фёдоровича Большакова, Сергей, родился в 1842 году в Москве. Продолжил дело отца, был купцом второй гильдии. Не унаследовав способность к доскональному знанию материала, Тихон Федорович проявил себя как купец, расширив дело и приумножив его прибыльность. Он знался с другими букинистами и антикварами, включая П. П. Шибанова и П. И. Силина.
Нововведением Большакова стала реклама деятельности фирмы через визитные карточки и открытки. Эта мера расширила круг клиентов, а торговля через почту позволяла отправлять заказы в любые города России и зарубежья, причём букинист соглашался высылать книги даже без предварительной оплаты.
При Сергее Тихоновиче Большакове отделения фирмы открылись Санкт-Петербурге (на Апраксином дворе), Симбирске, а лавка на Нижегородской ярмарке, где торговали духовными книгами и предметами церковного обихода, превратилась в культурный и деловой центр старообрядцев. В 1881 году поменяла адрес московская лавка, переместившись на Старую площадь к Ильинским воротам.
Благодаря Большакову были пополнены коллекции И. Е. Забелина, Е. В. Барсова, Ф. И. Буслаева, Н. С. Тихонравова, П. П. Вяземского, А. А. Титова.
Большаков был единственным московским букинистом, получившим звание комиссионера Румянцевского музея. В 1877 году он приобрёл Архангельское Евангелие, которое вместе с 435 рукописями из коллекции отца продал музею. Рукописи стали основой специального отдела.
Оставшаяся коллекция Тихона Фёдоровича Большакова была представлена его сыном в 1890 году на Восьмом археологическом съезде.
Большаков являлся издателем руководств по иконографии: «Подлинника иконописного» (1903) и «Изображение Богоматери» (1905) — оба под редакцией А. И. Успенского.
После смерти Сергея Тихоновича Большакова в 1906 году его дело перешло к наследникам.

## Наследники Сергея Большакова
Дальнейшая деятельность фирмы Большаковых была связана с двумя сыновьями Сергея Тихоновича: Дмитрием Сергеевичем и Николаем Сергеевичем. Основную роль играл Николай Сергеевич Большаков, возглавивший «Книжную и киотную торговлю наследников С. Т. Большакова» в Москве, второму брату под управление было передано отделение фирмы в Санкт-Петербурге. В середине 1910-х годов Николай Тихонович Большаков заменил имя отца в названии фирмы на своё. Сокращение числа доступных для продажи старинных книг сместило фокус торговли на предметы церковного обихода и современные книги о старообрядчестве. Книги по-прежнему добывались через сеть агентов, в том числе по индивидуальным запросам, сохранилась отправка заказов почтой. Для описания товаров использовались печатные каталоги.
В сравнении с периодом расцвета дела во времена Сергея Тихоновича Большакова, фирма переживала не лучшие времена. Тем не менее, она продержалась до революции 1917 года и только при новой власти закрылась.